# Jalen Smith
Jalen Rasheed Smith (Portsmouth, Virginia, 16 de marzo de 2000) es un baloncestista estadounidense que pertenece a la plantilla de los Chicago Bulls de la NBA. Con 2,06 metros de estatura, juega en la posición de ala-pívot.

## Trayectoria deportiva

### Universidad

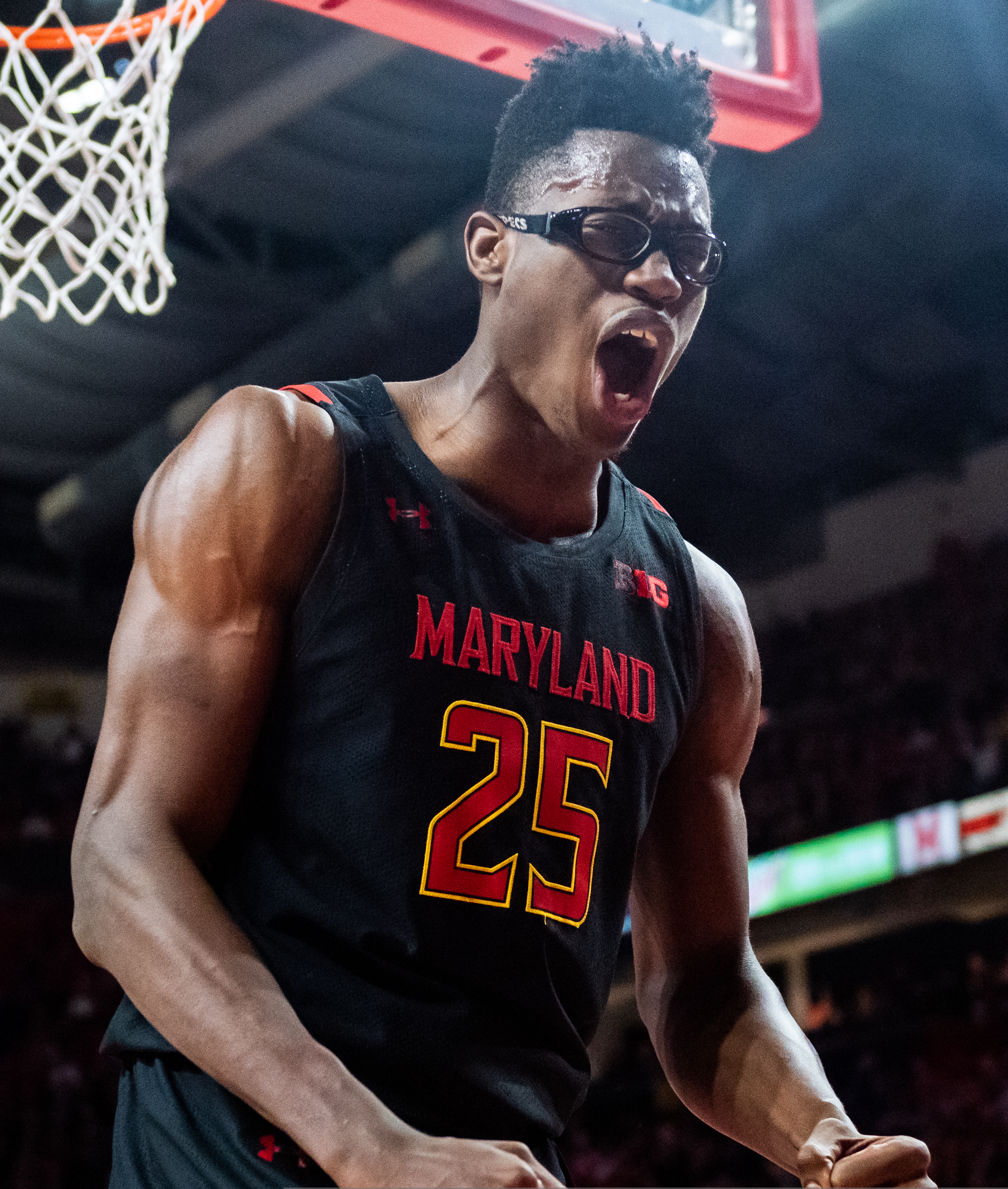
Jalen Smith con Maryland en 2020.

Tras participar en su etapa de instituto en los prestigiosos McDonald's All-American Game, Jordan Brand Classic y Nike Hoop Summit, jugó dos temporadas con los Terrapins de la Universidad de Maryland, en las que promedió 13,5 puntos, 8,6 rebotes y 1,8 tapones por partido. En su primera temporada fue incluido por los entrenadores y la prensa especializada en el mejor quinteto de novatos de la Big Ten Conference, mientras que en la segunda lo fue en el mejor quinteto de la conferencia y en el mejor quinteto defensivo. Fue además incluido en el tercer equipo equipo All-American por las cuatro empresas que elaboran las listas, AP, SN, USBWA y NABC.
Al término de esa segunda temporada, se declaró elegible para el Draft de la NBA, renunciando a los dos años de universidad que le quedaban.

#### Estadísticas
| Año     | Equipo   | PJ | PT | MPP  | %TC  | %3P  | %TL  | RPP  | APP | ROB | TPP | PPP  |
| ------- | -------- | -- | -- | ---- | ---- | ---- | ---- | ---- | --- | --- | --- | ---- |
| 2018–19 | Maryland | 33 | 33 | 26.7 | .492 | .268 | .658 | 6.8  | .9  | .4  | 1.2 | 11.7 |
| 2019–20 | Maryland | 31 | 31 | 31.3 | .538 | .368 | .750 | 10.5 | .8  | .7  | 2.4 | 15.5 |
| Total   | Total    | 64 | 64 | 28.9 | .516 | .323 | .709 | 8.6  | .8  | .6  | 1.8 | 13.5 |

### Profesional
Fue elegido en la décima posición del Draft de la NBA de 2020 por los Phoenix Suns.
El 10 de febrero de 2022, es traspasado a Indiana Pacers a cambio de Torrey Craig.
Tras dos temporadas y media en Indiana, el 1 de julio de 2024, firma por tres temporadas y $27 millones con Chicago Bulls.

## Estadísticas de su carrera en la NBA

### Temporada regular
| Año     | Equipo  | PJ  | PT | MPP  | %TC  | %3P  | %TL  | RPP | APP | ROB | TPP | PPP  |
| ------- | ------- | --- | -- | ---- | ---- | ---- | ---- | --- | --- | --- | --- | ---- |
| 2020-21 | Phoenix | 27  | 1  | 5.8  | .440 | .235 | .714 | 1.4 | .1  | .0  | .2  | 2.0  |
| 2021-22 | Phoenix | 29  | 4  | 13.2 | .460 | .231 | .769 | 4.8 | .2  | .2  | .6  | 6.0  |
| 2021-22 | Indiana | 22  | 4  | 24.7 | .531 | .373 | .760 | 7.6 | .8  | .4  | 1.0 | 13.4 |
| 2022-23 | Indiana | 68  | 31 | 18.8 | .476 | .283 | .759 | 5.8 | 1.0 | .3  | .9  | 9.4  |
| 2023-24 | Indiana | 61  | 14 | 17.2 | .592 | .424 | .692 | 5.5 | 1.0 | .3  | .6  | 9.9  |
| 2024-25 | Chicago | 64  | 2  | 15.0 | .466 | .324 | .809 | 5.6 | 1.0 | .3  | .7  | 8.2  |
| Total   | Total   | 271 | 56 | 16.1 | .505 | .332 | .754 | 5.3 | .8  | .3  | .7  | 8.5  |

### Playoffs
| Año   | Equipo  | PJ | PT | MPP | %TC  | %3P   | %TL  | RPP | APP | ROB | TPP | PPP |
| ----- | ------- | -- | -- | --- | ---- | ----- | ---- | --- | --- | --- | --- | --- |
| 2021  | Phoenix | 6  | 0  | 2.9 | .500 | 1.000 | —    | .8  | .2  | .0  | .0  | .8  |
| 2024  | Indiana | 7  | 0  | 6.0 | .375 | .500  | .625 | 2.0 | .3  | .3  | .1  | 1.9 |
| Total | Total   | 13 | 0  | 4.6 | .417 | .600  | .625 | 1.5 | .2  | .2  | .1  | 1.4 |